# Eugène Urbany

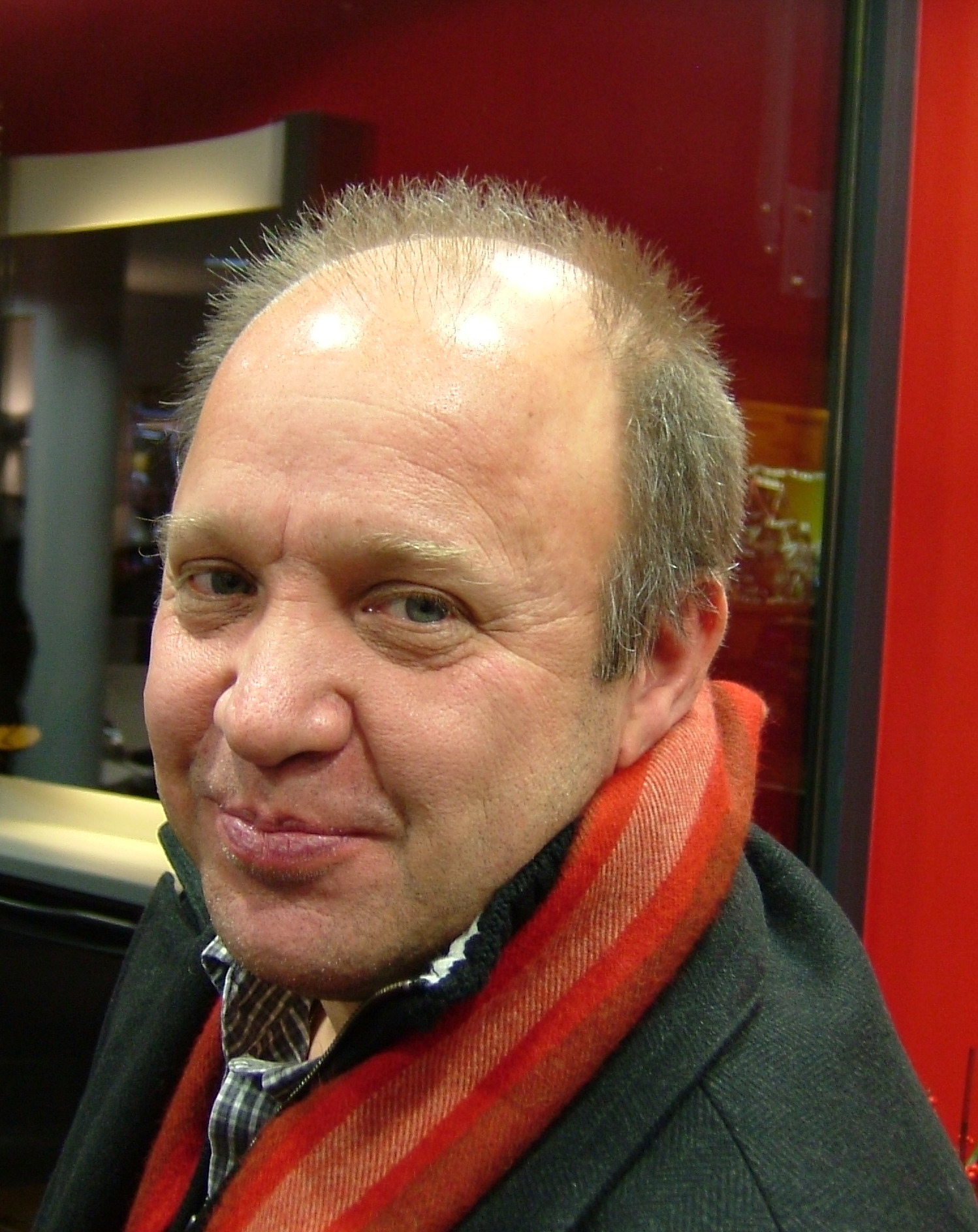
Eugène Urbany (2006)

Eugène Urbany (* 13. Juli 1957 in Dudelange) ist ein ehemaliger Luxemburgischer Radrennfahrer.
Als Amateur gewann er die nationale Meisterschaft im Straßenrennen 1978. Eugène Urbany war Profi-Rennfahrer von 1981 bis 1984. Seine größten Erfolge in dieser Zeit waren 1979 der Sieg beim Grand-Prix François Faber sowie der dreimalige Gewinn der luxemburgischen Straßenmeisterschaften in den Jahren 1981, 1982 sowie 1983.
Viermal startete Urbany bei der Tour de France. 1983 war er auf den Champs-Élysées in Paris Dritter der Schlussetappe hinter Sean Kelly und Gilbert Glaus.